# البلغار في كرواتيا
البلغار في كرواتيا (بالكرواتية: Bugari Hrvatske، وبالبلغارية: Българи в Хърватия)، هم عرقية واحدة ضمن 22 أقلية قومية في كرواتيا. وفقاً لتعداد عام 2011، كان هناك 872 شخصاً تعود أصولهم إلى بلغاريا ويعيشون في كرواتيا، ويعيش معظمهم في العاصمة زغرب. يُعرف البلغار رسمياً على أنهم أقلية قومية أصيلة، وعلى هذا النحو، ينتخبون ممثلاً خاصاً بهم في البرلمان الكرواتي، يتقاسمه مع أحد عشر عضواً آخر.

## أنظر أيضاً
- بلغار
- العلاقات البلغارية الكرواتية
- النمساويون في كرواتيا